# Physospermopsis
Physospermopsis är ett släkte av flockblommiga växter. Physospermopsis ingår i familjen flockblommiga växter.
Kladogram enligt Catalogue of Life:
| Physospermopsis | \| \| Physospermopsis alepidioides \| \| \| \| \| \| Physospermopsis cuneata \| \| \| \| \| \| Physospermopsis delavayi \| \| \| \| \| \| Physospermopsis kingdon-wardii \| \| \| \| \| \| Physospermopsis muliensis \| \| \| \| \| \| Physospermopsis obtusiuscula \| \| \| \| \| \| Physospermopsis rubrinervis \| \| \| \| \| \| Physospermopsis shaniana \| \| \| \| \| \| Physospermopsis wolffiana \| \| \| \| |
|                 | \| \| Physospermopsis alepidioides \| \| \| \| \| \| Physospermopsis cuneata \| \| \| \| \| \| Physospermopsis delavayi \| \| \| \| \| \| Physospermopsis kingdon-wardii \| \| \| \| \| \| Physospermopsis muliensis \| \| \| \| \| \| Physospermopsis obtusiuscula \| \| \| \| \| \| Physospermopsis rubrinervis \| \| \| \| \| \| Physospermopsis shaniana \| \| \| \| \| \| Physospermopsis wolffiana \| \| \| \| |
|                 | Physospermopsis alepidioides |
|                 | |
|                 | Physospermopsis cuneata |
|                 | |
|                 | Physospermopsis delavayi |
|                 | |
|                 | Physospermopsis kingdon-wardii |
|                 | |
|                 | Physospermopsis muliensis |
|                 | |
|                 | Physospermopsis obtusiuscula |
|                 | |
|                 | Physospermopsis rubrinervis |
|                 | |
|                 | Physospermopsis shaniana |
|                 | |
|                 | Physospermopsis wolffiana |
|                 | |